# 安藤祐輝
安藤 祐輝（あんどう ゆうき、1997年〈平成9年〉2月10日 - ）は、日本のシンガーソングライター。愛知県出身。

## 来歴
2017年に俳優としてデビュー。テレビ朝日「陸海空 地球征服するなんて」、BSフジ「橋本マナミの東京はいすぺ女子図鑑」にレギュラーバーテンダー役として出演。
2022年2月より、渋谷、新宿を中心に路上ライブ活動を開始。太陽系シンガー。TikTokでバズり現在は路上を卒業して、アーティストとして沢山の活動をしている。
6月19日に新宿ROTTで「安藤祐輝 1st ONE MAN LIVE 〜スタートライン〜」を開催。
7月25日、大阪で行った路上ライブに400〜500人が集まる。
8月9日にShibuya Milkywayで「安藤祐輝ワンマンライブ トイプードル 〜出逢えた奇跡〜」を開催。
2022年10月13日、LINE CUBE SHIBUYA（渋谷公会堂）でのワンマンライブが2週間前に急遽決定。
2023年1月28日、Zeep横浜でワンマンライブを開催。
2023年夏、ワンマンライブツアーを開催。
2024年2月11日　自身のバースデーライブ開催。
2024年2月以降は大学の学園祭で楽曲を披露したり、色んな地方に回ってイベントに参加して活躍している。また、2024年の12月20日にライブを控えている。

ファンネームは「あんどゆー」ファンマークは「🌻」または「🌺🌴」である。

### 人物
- 2022年2月より、ほぼ毎日路上ライブを行っている。

(2022年12月まで)
- ファンが撮影した路上ライブ、トークが、TikTokで話題に。
- 初のクリスマスソングである「White Ring」が2022年12月1日にデジタルリリース。
- 3月29日に「トイプードル」をリリース。
- 5月1日に「スーパーニート」をリリース。
- 7月5日にAL「12色」をリリース。

## ライブ

### ワンマンライブ
| 年   | 日程     | 公演名                                                                | 会場                            |
| ---- | -------- | --------------------------------------------------------------------- | ------------------------------- |
| 2022 | 6月19日  | 安藤祐輝1st ONE MAN LIVE〜スタートライン〜                            | 新宿ROTT                        |
| 2022 | 8月9日   | 安藤祐輝ワンマンライブ トイプードル〜出会えた奇跡〜                   | Shibuya Milkyway                |
| 2022 | 10月13日 | ん!？何があった!？!？安藤祐輝超緊急ワンマンライブin LINE CUBE SHIBUYA | LINE CUBE SHIBUYA（渋谷公会堂） |
| 2023 | 1月28日  | 安藤祐輝ワンマンライブin Zepp~僕の宝物~                               | KT Zepp Yokohama                |

### イベント
| 年   | 日程    | イベント名                                    | 会場                                      |
| ---- | ------- | --------------------------------------------- | ----------------------------------------- |
| 2022 | 8月7日  | エモいゆかた祭り                              | 神田明神 文化交流館                       |
| 2023 | 4月5日  | Cinderella Fes vol.10                         | 国立代々木競技場 第一体育館               |
| 2023 | 4月23日 | Spring Free Live supported by TSUBASA RECORDS | セブンパークアリオ柏 屋外スマイル・パーク |

## 出演

### ラジオ
2022年12月3日　God Bless Saturday